# Brennberg
Brennberg är en kommun och ort i Landkreis Regensburg i Regierungsbezirk Oberpfalz i förbundslandet Bayern i Tyskland.
Kommunen ingår i kommunalförbundet Wörth an der Donau tillsammans med staden Wörth an der Donau.